# Virtual International Authority File
Virtual International Authority File (viết tắt VIAF, tạm dịch: Hồ sơ ảo về tiêu đề chuẩn quốc tế) là một hồ sơ tiêu đề chuẩn quốc tế. Đây là một dự án liên hợp giữa một số thư viện quốc gia và do Online Computer Library Center (OCLC) điều hành. Thư viện Quốc gia Đức và Thư viện Quốc hội Mỹ là những tổ chức khởi động dự án này.
Mục đích của VIAF là liên kết hồ sơ tiêu đề chuẩn của các quốc gia đến một hồ sơ tiêu đề chuẩn quốc tế duy nhất, nói cách khác là liên kết các bản ghi giống nhau giữa các bộ dữ liệu khác nhau lại với nhau. Mỗi bản ghi VIAF có số hiệu chuẩn, liệt kê bản ghi chính ("see") và các bản ghi xem thêm ("see also") lấy từ các bản ghi gốc và dẫn chiếu tới bản ghi gốc. Dữ liệu VIAF có trên Internet, sẵn sàng để truy cập khi có nhu cầu nghiên cứu, trao đổi và chia sẻ dữ liệu. Công tác cập nhật tương ứng giữa VIAF và các hồ sơ tiêu đề chuẩn gốc được thực hiện bằng giao thức Open Archives Initiative.
Wikipedia đã tiến hành thêm liên kết đến VIAF trong một số bài viết về tiểu sử.

## Các thư viện tham gia
Nguồn:
| Tên | Nơi đặt trụ sở          | Quốc gia     |
| --- | ----------------------- | ------------ |
| BIBSYS | Trondheim               | Na Uy        |
| Istituto Centrale per il Catalogo Unico | Roma                    | Ý            |
| Deutsche Nationalbibliothek (Thư viện Quốc gia Đức) | Frankfurt am Main       | Đức          |
| Getty Research Institute (Viện Nghiên cứu Getty) | Los Angeles, California | Mỹ           |
| Bibliothèque et Archives Canada (Thư viện và Lưu trữ Canada) | Ottawa, Ontario         | Canada       |
| Bibliotheca Alexandrina (Thư viện Alexandrina) | Alexandria              | Ai Cập       |
| Library of Congress/NACO (Thư viện Quốc hội Mỹ/NACO) | Washington, D.C.        | Mỹ           |
| 国立国会図書館 (Thư viện Quốc hội Quốc gia) | Tōkyō và Kyōto          | Nhật Bản     |
| National Library of Australia (Thư viện Quốc gia Úc) | Canberra                | Úc           |
| Bibliothèque nationale de France (Thư viện Quốc gia Pháp) | Paris                   | Pháp         |
| Latvijas Nacionālā bibliotēka (Thư viện Quốc gia Latvia) | Riga                    | Latvia       |
| הספרייה הלאומית (Thư viện Quốc gia Israel) | Jerusalem               | Israel       |
| Biblioteca Nacional de Portugal (Thư viện Quốc gia Bồ Đào Nha) | Lisboa                  | Bồ Đào Nha   |
| Biblioteca Nacional de España (Thư viện Quốc gia Tây Ban Nha) | Madrid                  | Tây Ban Nha  |
| Kungliga Biblioteket (Thư viện Quốc gia Thụy Điển) | Stockholm               | Thụy Điển    |
| Národní knihovna České republiky (Thư viện Quốc gia Cộng hòa Séc) | Praha                   | Cộng hòa Séc |
| Országos Széchényi Könyvtár (Thư viện Széchényi Quốc gia) | Budapest                | Hungary      |
| Réseau des bibliothèques de Suisse occidentale hoặc Westschweizer Bibliothekverbund (Mạng Thư viện Tây Thụy Sĩ)                                                                 |                         | Thụy Sĩ      |
| Système universitaire de documentation (Côngxoocxiom thư viện đại học Pháp) |                         | Pháp         |
| Schweizerische Nationalbibliothek, Bibliothèque nationale suisse, Biblioteca nazionale svizzera, Rete delle bibliotheche della Svizzera occidentale (Thư viện Quốc gia Thụy Sĩ) | Bern                    | Thụy Sĩ      |
| NUKAT: katalog zbiorów polskich bibliotek naukowych |                         | Ba Lan       |
| BIBNET: Flemish Public Libraries (Các thư viện Cộng hòa Flemish) | Bruxelles               | Bỉ           |
| DBC (Trung tâm Sách Đan Mạch) |                         | Đan Mạch     |
| Bibliotheca Apostolica Vaticana (Thư viện Vatican) | –                       | Vatican      |

## Các thư viện được VIAF thêm vào nhằm thử nghiệm
Nguồn:
| Tên                                                                   | Nơi đặt trụ sở | Quốc gia    |
| --------------------------------------------------------------------- | -------------- | ----------- |
| Российская государственная библиотека (Thư viện Nhà nước Nga)         | Moskva         | Nga         |
| Biblioteca de Catalunya (Thư viện Catalunya)                          | Barcelona      | Tây Ban Nha |
| National Library Board (Singapore) (Ban Thư viện Quốc gia, Singapore) | Singapore      | Singapore   |
| المكتبة الوطنية (Thư viện Quốc gia Liban)                             | Beirut         | Liban       |